# Ravenloft
Ravenloft o la Tierra de las Brumas es un escenario de campaña creado para ambientar campañas de terror gótico en el juego de rol Dungeons & Dragons. En un inicio fue una aventura (módulo) más para Dungeons & Dragons pero su peculiar temática le valió ganar apoyo de los fanes y conseguir independencia como ambientación.
En las primeras ediciones los personajes eran forasteros de otros mundos de Dungeons & Dragons, pero en la última edición los autores han puesto énfasis en la creación de personajes nativos de Ravenloft.
La licencia tuvo éxito y Ravenloft como mundo ficticio también dio origen a una serie de novelas, entre las que figuran Corazón de medianoche, de J. Robert King, La danza de los muertos, de Christie Golden y El tapiz de las almas negras, de Elaine Bergstrom.

## Ambientación

### Historia
Ravenloft es un tiempo-espacio alternativo llamado “semiplano del terror” que consiste en una colección de pedazos de tierras llamadas “dominios” y estas tierras han sido unidas por una misteriosa fuerza conocida solo como “poderes oscuros”. Cada dominio es gobernado por un “señor oscuro”, que es una persona o monstruo que ha cometido un acto de maldad tan grande como para llamar la atención de los poderes oscuros.
Los señores oscuros están prisioneros dentro de los límites de sus dominios y no pueden escapar por ningún medio, aunque la mayoría puede viajar por sus dominios con solo pensarlo.
Dentro de sus dominios, los señores oscuros son atormentados eternamente por aquello que desean. Los deseos y motivaciones de los señores oscuros son distintos: algunos desean amor, otros, gloriosa victoria, o la derrota y humillación de algún enemigo (como un señor oscuro rival)

### Los Poderes Oscuros
Los Poderes Oscuros son fuerzas malignas que controlan el Semiplano del Terror. Su naturaleza y cantidad, se mantiene intencionalmente vaga, permitiendo un desarrollo de la trama acorde con el sistema narrativo Gótico (donde los héroes son frecuentemente superados en número y poder por fuerzas malignas desconocidas y más allá de su control y comprensión).
Los Poderes Oscuros funcionan frecuentemente como recursos narrativos para Ravenloft, especialmente en lo que concierne a los Señores Oscuros, los gobernantes visibles de facto del semiplano. Mientras que los jugadores son generalmente atormentados por los Señores Oscuros, éstos a su vez, son atormentados por los Poderes Oscuros. Claro que la diferencia estriba en el nivel de poder (mientras que muchas aventuras de D&D se centran en permitir que una banda de héroes prevalezcan sobre un Señor Oscuro, no se puede concebir una victoria sobre los Poderes Oscuros).
Frecuentemente, los Poderes Oscuros manifiestan sus deseos e intenciones mediante la sutil manipulación del destino. Así, aunque los muchos intentos del señor de Barovia, Strahd von Zarovich; por recuperar a su amada Tatyana, están condenados al fracaso; los Poderes Oscuros evitan que él pierda la esperanza de lograrlo. En cada intento, por ejemplo, las mismas acciones de Strahd son parcialmente responsables de su fallo, y así, se autorecrimina por su inutilidad, antes de maldecir a los dioses y darse por vencido. Otros Señores Oscuros tienen historias similares de frustración igualmente insoportables, porque la posibilidad de éxito, nunca se extingue del todo.
Sin embargo, no todos los Señores Oscuros reconocen directamente a los Poderes Oscuros. Strahd por ejemplo, en sus memorias, sólo habla de una fuerza llamada "Muerte" que se mofaba de él con las voces de su familia y sus colegas, a lo largo de su vida. Vlad Dravok, el Señor Oscuro de Falkovnia, cuyas incursiones militares están condenadas al constante fracaso, aparenta olvido total de cualquier factor no-mortal en todas sus derrotas.
Los Poderes Oscuros son también capaces de manipulaciones no malvadas. Aunque sus maquinaciones son regularmente responsables del sufrimiento de muchos de los habitantes de Raveloft, también aparentan tener un papel como dispensadores de justicia. Algunas historias de inocentes que han escapado de Ravenloft a mejores entornos, son atribuidas a los Poderes Oscuros, quienes han juzgado a un ser por sus méritos y lo han liberado de su místico dominio.

## Sistema
Ravenloft es la principal ambientación de horror gótico.
El DM (dungeon master) es animado a usar escenarios construidos con aprensión y miedo, culminando en un cara a cara con el mal innombrable. Las acciones de los personajes suponen un significado mucho mayor al corriente, especialmente si son moralmente impuros, porque se arriesgan a caer bajo la influencia del señor oscuro (a medida que el juego avance se deben hacer “chequeos de poder oscuro”) e ir gradualmente transformándose en figuras del mal.
El mágico plano de Ravenloft puede aparecer en cualquier parte del universo de Dungeons & Dragons, trayendo así malvados monstruos (o Personajes Jugadores (PJs) ).
Ravenloft ha generado variantes de sí mismo mezclando sus energías góticas con la de otros planos ya existentes. Los planos afectados son el semiplano de los sueños y los planos elementales de tierra, aire, agua y fuego, estas áreas “mezcladas” son mencionadas en la última versión de Planescape, la mezcla con el semiplano de los sueños crea el Dominio llamado “tierra de las pesadillas” mientras de los planos elementales se generan los semiplanos de piedra, lluvia, sangre y llamas.

## Cronología
Publicado por primera vez como un módulo para Advande Dungeons & Dragons también llamado Ravenloft ("I6"), fue suficientemente popular para generar un libro juego de Advande Dungeons & Dragons, un módulo secuela (|10: La casa sobre Gryphon Hill) y en 1990 se lanzó como escenario de campaña independiente junto con la caja El reino del terror, popularmente conocida como la "caja negra". El escenario de campaña fue revisado dos veces durante la segunda edición - primero como Escenario de Campaña Ravenloft (Caja Roja), y después como Dominios del Temor en tapa dura - antes de que Wizards of the Coast cancelara la serie tras adquirir TSR. En 1991 la "Caja Negra" ganó el Origins Award a la mejor presentación gráfica de un juego de rol, aventura o suplemento de 1990.
TSR también publicó una serie de novelas situadas en Ravenloft. Cada novela se centra generalmente en uno de los señores oscuros que habitaron el mundo de Ravenloft, con varios centrados en la figura del Conde Strahd von Zarovich. Muchas de estas obras tempranas fueron realizadas por autores que más tarde se harían famosos como autores de horror y fantasía oscura. Entre estos autores se encuentran Elaine Bergstom, PN Elrod, Cristie Golden y Laurel K. Hamilton.
Arthaus Games recibió la licencia de Ravenloft para las ediciones 3.ª y v.3.5 de Dungeons & Dragons (esta última también conocida como 3.ª Edición revisada) y publicado por White Wolf Game Studio y fue impreso por Sword & Sorcery Studios. La licencia de Ravenloft pudo volver a manos de Wizards of the Coast el 15 de agosto de 2005, pero Sword and Sorcery Studios conservó el derecho a seguir vendiendo sus existencias hasta junio de 2006. El calendario de esta reversión mostraba que el suplemento de Ravenloft: Van Ritchen's Guide to the Mists no sería impreso, y que en vez de eso, sería liberado como una descarga gratutita a mediados de septiembre del 2005.
El escenario de campaña publicado por White Wolf introduce un número de alteraciones, muchos basados en conflictos con la propiedad intelectual de Wizards of the Coast. Lord Soth, un personaje creado para el escenario de Dragonlance, fue borrado de Ravenloft; la isla junto al semidiós Vecna y su terrateniente Kas, fue eliminada por sus orígenes en el escenario de Greyhawk; cualquier referencia al panteón de los dioses de D&D fue reemplazada por nombres específicos de Ravenloft (por ejemplo, se refiere a Bane como "El Legislador").
En octubre de 2006, Wizards of the Coast sacó la Expedition to Castle Ravenloft, una versión de tapa dura de la primera aventura original, actualizada a la versión de reglas de Dungeon & Dragons 3.5. La versión del 2006 incluye mapas de la aventura original de Ravenloft, y nuevas opciones de generación de personajes. Expedition to Castle Ravenloft es un suplemento aparte, que puede ser adaptado a cualquiera de los mundos de D&D, y que sólo requiere de tres libros de reglas para ser usado. Este libro no se corresponde con la línea de productos de Ravenloft de Arthaus Games (y este no lo reconoce en absoluto).
En septiembre del 2008 fue anunciado en la Wizard of the Coast's 'Digital Insider #6' que Ravenloft sería reeintroducido en la 4.ª edición de Dungeons & Dragons en octubre junto a la revista 'Dragon' en línea. Se señaló que no sería un escenario de campaña propio, sino que se convertiría en parte del canónico universo de Dungeons & Dragons. En el 2007, Wizard of the Coast anunció la impresión de dos nuevas novelas de Ravenloft para el 2008, Black Crusade y The Sleep of Reason, creando más especulaciones. Una historia corta de mano de Ari Marmell, "Before I Wake", basada en los reinos de Darkon, Lamordia y Bluetspur fue expuesta el 31 de octubre de 2007 en la web de Wizard of The coast como especial de Halloween e inspirada en personajes de H.P. Lovecraft y Clark Ashton Smith.
- Datos: Q777042